# Ricardo (football, 1980)
Pour les articles homonymes, voir Ricardo, Pinto da Silva et Silva.
Ricardo Jorge Ferreira Pinto da Silva plus communément appelé Ricardo est un joueur de football né le 19 août 1980 à Azurém, Guimarães. Il possède la double nationalité cap-verdienne et portugaise.
Il joue au poste de défenseur. Après avoir acquis une solide réputation de défenseur à Beira-Mar, il est recruté en juin 2008 par Paços de Ferreira.
Depuis 2007, il est international avec l'équipe du Cap-Vert.

## Carrière
- 1999-2000 :  Ronfe
- 2000-2001 :  Serzedelo
- 2001-2002 :  FC Famalicão
- 2002-2004 :  SC Freamunde
- 2004-2008 :  SC Beira-Mar
- 2008-2010 :  Paços de Ferreira
- 2010-février 2011 :  Vitória Guimarães
- Depuis 2011 :  Shandong Luneng Taishan[1],[2]

## Palmarès
- Championnat de D2 du Portugal :
  - Champion en 2006.
- Coupe du Portugal :
  - Demi-finaliste en 2007.

- Depuis mai 2008 : international cap-verdien (15 sélections).